# Чамарове (заповідне урочище)
Чама́рове — заповідне урочище в Україні. Розташоване в межах Менського району Чернігівської області, на південь від села Дягова. 
Площа 572,6 га. Статус присвоєно згідно з рішенням Чернігівського облвиконкому від 24.12.1990 року № 335; рішення Чернігівської обласної ради від 30.10.2001 року. Перебуває у віданні ДП «Менарайагролісництво». 
Статус присвоєно для збереження природного комплексу (ліс і озера штучного та природного походження). Місце популяції багатьох видів диких тварин і птахів, рідкісних рослин, в тому числі занесених до «Червоної книги України».